# 레오니트 크로이처

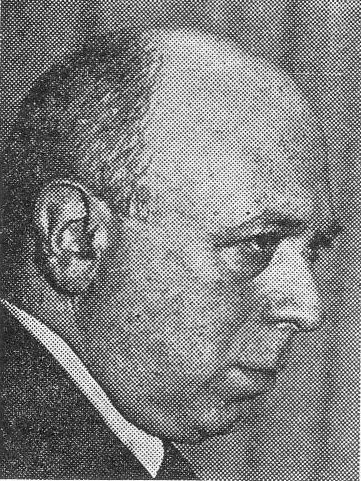

레오니트 크로이처(Leonid Kreutzer, 1884년~1953년)는 러시아·독일계의 피아니스트이다.
낭만적 정조가 풍부한 연주에 독특한 묘미와 분위기를 보였다. 만년에는 일본에서 살며 일본 피아노계에 많은 공헌을 하였다. 상트페테르부르크 태생으로 교육은 상트페테르부르크 음악원에서 받고, 피아노는 레셰티키의 부인이었던 안네트 에시포프로부터, 작곡은 그라즈노프에게서 배웠다. 1921년부터 1933년까지는 베를린 국립고등음악원의 교수였다. 제2차 세계대전 후는 일본의 도쿄 예술대학에서도 교편을 잡았다. 그는 주법으로서는 현대풍의 수법을 따랐으나, 연주는 매우 주관성과 정감이 풍성한 자유로운 해석을 추구하였다. 베토벤, 슈만, 쇼팽 등 낭만파 작품 연주에 뛰어났다.